# Goran Dodig
Goran Dodig (ur. 26 maja 1947 w Ugljanie) – chorwacki polityk, psychiatra i nauczyciel akademicki, profesor, poseł do Zgromadzenia Chorwackiego, przewodniczący Chorwackiej Partii Demokratyczno-Chrześcijańskiej (HDS).

## Życiorys
Pochodzi z chorwackiej wyspy Ugljan. Ukończył szkołę podstawową w Trogirze i szkołę średnią w Splicie, a następnie studia na wydziale medycyny Uniwersytetu w Zagrzebiu. Specjalizował się w zakresie psychiatrii, a później również psychiatrii sądowej. Pracował w szpitalach w Zagrzebiu, po czym przeniósł się do szpitala uniwersyteckiego w Splicie. Został m.in. kierownikiem kliniki psychiatrycznej, pełnił też kierownicze funkcje we władzach całej placówki. Jednocześnie związany z działalnością naukową i dydaktyczną w ramach wydziału medycyny Uniwersytetu w Splicie. W 1996 uzyskał stopień naukowy doktora, w 2008 objął stanowisko profesora zwyczajnego.
Zaangażowany także w działalność polityczną. W 1971 należał do przywódców studenckich protestów w ramach Chorwackiej Wiosny, za co przez pewien czas był więziony, a następnie wydalany z Zagrzebia. W 1990 dołączył jako ochotnik do chorwackiego wojska, kierował personelem medycznym w Dalmacji. Po uzyskaniu przez Chorwację niepodległości w latach 90. pracował w administracji rządowej m.in. w resorcie obrony. Do aktywnej polityki powrócił w 2009, kiedy to stanął na czele nowo powołanej Chorwackiej Partii Demokratyczno-Chrześcijańskiej. Początkowo nie odnosił z nią sukcesów politycznych, bezskutecznie kandydował na deputowanego w wyborach w 2011. Po kilku latach kierowania HDS wprowadził ją do Koalicji Patriotycznej skupionej wokół Chorwackiej Wspólnoty Demokratycznej. Z jej listy w wyborach w 2015 uzyskał mandat posła do Zgromadzenia Chorwackiego. W wyborach w 2016 i 2020 z powodzeniem ubiegał się o poselską reelekcję.

## Odznaczenia
- Wielki Order Króla Dymitra Zwonimira (2021)[6]